# Charognard (aéronautique)
Pour l’article homonyme, voir charognard.

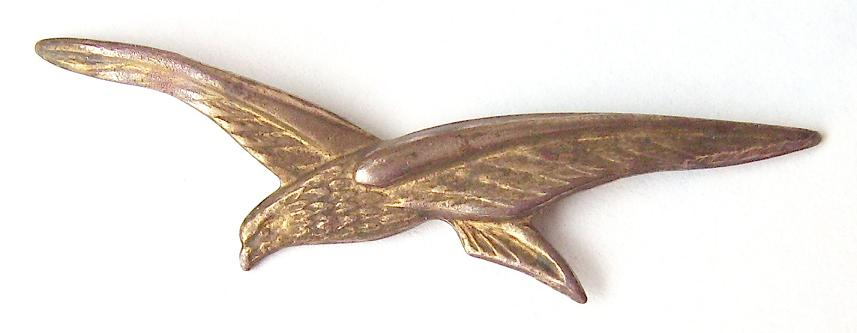
Épervier de calot (dit (« charognard ») de l'Armée de l'Air française

Le charognard, dans le vocabulaire informel de l'Armée de l'air française , désigne l'appareil qui est placé juste derrière l'avion leader d'une patrouille. Son nom vient de sa position où il « avale les fumées » de l'appareil de tête, mais également du fait de pouvoir espérer occuper, le cas échéant (accident par exemple), la place de leader.
Les aviateurs français appellent aussi « charognard » l'oiseau de proie emblématique de leur arme, tel qu'il est figuré sur leurs calots, sur les insignes de grade portés aux épaules (fourreaux) ainsi que sur certains insignes individuels d'unités. En réalité, l'oiseau ainsi désigné est un épervier.